# Juvenilia
Juvenilia es un libro de recuerdos estudiantiles del escritor y político argentino Miguel Cané (1851-1905) publicado en 1884.

## Argumento
Cané relata sus andanzas de estudiante y las del grupo de jóvenes que eran sus compañeros en el Colegio Nacional de Buenos Aires, recién fundado sobre el antiguo seminario (internado) de los jesuitas, en un antiguo edificio de la calle Bolívar situado en la Manzana de las Luces (en Buenos Aires), que albergaba también la universidad y la iglesia de San Ignacio.
El autor destaca la presencia y labor del educador francés Amadeo Jacques (1813-1865), exiliado político de Napoleón III, quien fuera director del colegio hasta su muerte, y quien le dio la estructura académica que haría de él una de las más prestigiosas instituciones educativas argentinas.
Cané pasó por las aulas del Colegio Nacional entre 1863 y 1868. Salió de allí para combatir en la guerra de la Triple Alianza (1864-1870) en Paraguay, en un batallón de colegiales y universitarios al mando del doctor Miguel Francisco Nicolás de Villegas, profesor de filosofía de la Universidad de Buenos Aires.
En 1943 se rodó la película Juvenilia, basada en el libro, bajo la dirección de Augusto César Vatteone; con Ernesto Vilches, Ricardo Passano, Hugo Pimentel, Marcos Zucker, Gogó Andreu y Juan Carlos Altavista.